# Pietro Configliachi
Pietro Configliachi, o Configliacchi, (Milano, 7 novembre 1777 – Cernobbio, 24 giugno 1844), è stato un fisico e religioso italiano membro dell'ordine dei Barnabiti.

## Biografia
Nato nell'allora Ducato di Milano fu indirizzato dai barnabiti, presso le cui scuole arcimboldiche di S. Alessandro in Milano si era avviato agli studi, allo studio filosofico e teologico che seguì con convinzione tale da vestire a Monza, nel 1794, l'abito della Congregazione dei chierici regolari di S. Paolo. Era fratello maggiore di Luigi Configliachi, abate barnabita, naturalista, fondatore dell'Istituto per ciechi di Padova e rettore dell'Università di Padova, che si era formato nella stessa scuola S. Alessandro di Milano.
Proveniente dal medesimo incarico ricoperto all'Imperial Regio Liceo di Cremona, fu dal 1804 successore di Alessandro Volta sulla cattedra di Fisica dell'Università degli Studi di Pavia, della quale fu anche rettore dal 1811 al 1814 e dal 1818 al 1819. Riprendendo ricerche di Volta, di Spallanzani e di Giuseppe Jacopi, riconobbe la presenza di ossigeno nelle profondità dei laghi subalpini. Effettuò ricerche sulla deviazione di un ago magnetico prodotta da un filo percorso da corrente. Nel 1814 pubblicò L'identità del fluido elettrico col così detto fluido galvanico, vittoriosamente dimostrata con nuove sperienze ed osservazioni in cui il Configliachi raccoglieva gli argomenti del Volta a supporto delle proprie teorie.
Il 9 gennaio 1820 divenne socio dell'Accademia delle scienze di Torino.
Nel 1839 fu presidente della sezione di Fisica della I Riunione degli scienziati italiani che si svolse a Pisa.
Morì sessantasettenne nella sua villa sul Lago di Como, lasciando un fratello e il padre quasi centenario. Il Museo per la storia dell'Università di Pavia raccoglie alcuni strumenti scientifici appartenuti o creati da Pietro Configliachi.

## Opere
- Pietro Configliachi, L'identità del fluido elettrico col cosi detto fluido galvanico vittoriosamente dimostrata con nuove esperienze ed osservazioni., Pavia, G. Giovanni Capelli, 1814, ISBN non esistente.
- Pietro Configliachi e Mauro Rusconi, Del proteo anguino di Laurenti, Pavia, presso Fusi e comp. success. Galeazzi, 1819, ISBN non esistente.
- Pietro Configliachi, Elogio scientifico di Alessandro Volta, Milano, Imp. Regia stamperia, 1833, ISBN non esistente.